# Verbandsgemeinde Adenau
Die Verbandsgemeinde Adenau ist eine Gebietskörperschaft im Landkreis Ahrweiler in Rheinland-Pfalz. Der Verbandsgemeinde gehören die Stadt Adenau sowie 36 weitere Ortsgemeinden an, der Verwaltungssitz ist in der namensgebenden Stadt Adenau.
Das Verwaltungsgebiet umfasst den südwestlichen Teil des Landkreises Ahrweiler und erstreckt sich über Teile der Ahr- und der Hocheifel. Es bildet zusammen mit den Verbandsgemeinden Kelberg, Ulmen und der Gemeinde Nohn die Vulkanische Hocheifel, eine von insgesamt drei Teilregionen, in die sich die Vulkaneifel gliedert. 58 % der Fläche sind von Wald bedeckt, 30 % werden landwirtschaftlich genutzt und 11 % sind Siedlungs- und Verkehrsflächen.

## Verbandsangehörige Gemeinden
| Ortsgemeinde, Stadt     | Fläche (km²) | Einwohner |
| ----------------------- | ------------ | --------- |
| Adenau, Stadt           | 18,56        | 2.916     |
| Antweiler               | 4,46         | 480       |
| Aremberg                | 9,62         | 208       |
| Barweiler               | 8,52         | 382       |
| Bauler                  | 2,34         | 50        |
| Dankerath               | 3,26         | 69        |
| Dorsel                  | 7,20         | 177       |
| Dümpelfeld              | 11,86        | 555       |
| Eichenbach              | 5,02         | 78        |
| Fuchshofen              | 2,84         | 95        |
| Harscheid               | 3,13         | 142       |
| Herschbroich            | 7,27         | 265       |
| Hoffeld                 | 5,15         | 303       |
| Honerath                | 2,01         | 161       |
| Hümmel                  | 15,84        | 491       |
| Insul                   | 5,01         | 465       |
| Kaltenborn              | 21,82        | 346       |
| Kottenborn              | 3,78         | 184       |
| Leimbach                | 15,65        | 436       |
| Meuspath                | 3,06         | 157       |
| Müllenbach              | 8,02         | 501       |
| Müsch                   | 3,81         | 176       |
| Nürburg                 | 3,63         | 186       |
| Ohlenhard               | 5,01         | 133       |
| Pomster                 | 5,81         | 155       |
| Quiddelbach             | 4,43         | 249       |
| Reifferscheid           | 14,24        | 490       |
| Rodder                  | 6,38         | 239       |
| Schuld                  | 5,93         | 612       |
| Senscheid               | 4,27         | 76        |
| Sierscheid              | 2,34         | 90        |
| Trierscheid             | 4,11         | 71        |
| Wershofen               | 14,36        | 893       |
| Wiesemscheid            | 5,60         | 245       |
| Wimbach                 | 6,84         | 431       |
| Winnerath               | 3,33         | 192       |
| Wirft                   | 3,25         | 154       |
| Verbandsgemeinde Adenau | 257,74       | 12.853    |

(Einwohner am 31. Dezember 2023)

## Bevölkerungsentwicklung
Die Entwicklung der Einwohnerzahl bezogen auf das Gebiet der heutigen Verbandsgemeinde Adenau; die Werte von 1871 bis 1987 beruhen auf Volkszählungen:
| Jahr | Einwohner |
| ---- | --------- |
| 1815 | 8.563     |
| 1835 | 9.766     |
| 1871 | 8.547     |
| 1905 | 9.381     |
| 1939 | 11.800    |
| 1950 | 12.173    |

| Jahr | Einwohner |
| ---- | --------- |
| 1961 | 12.367    |
| 1970 | 13.208    |
| 1987 | 12.973    |
| 1997 | 14.511    |
| 2005 | 14.206    |
| 2023 | 12.853    |

## Politik

### Verbandsgemeinderat
- SPD: 3
- Grüne: 3
- FWG: 5
- FDP: 2
- CDU: 15

Der Verbandsgemeinderat Adenau besteht aus 28 ehrenamtlichen Ratsmitgliedern, die bei der Kommunalwahl am 9. Juni 2024 in einer personalisierten Verhältniswahl gewählt wurden, und dem hauptamtlichen Bürgermeister als Vorsitzendem.
Die Sitzverteilung im Verbandsgemeinderat:
| Wahl | SPD | CDU | Grüne | FDP | ÖDP | FWG | Gesamt   |
| ---- | --- | --- | ----- | --- | --- | --- | -------- |
| 2024 | 3   | 15  | 3     | 2   | –   | 5   | 28 Sitze |
| 2019 | 5   | 15  | –     | 3   | –   | 5   | 28 Sitze |
| 2014 | 4   | 18  | –     | 1   | –   | 5   | 28 Sitze |
| 2009 | 4   | 15  | –     | 3   | 2   | 4   | 28 Sitze |
| 2004 | 4   | 20  | –     | 2   | 2   | 0   | 28 Sitze |

- FWG = Freie Wähler der Verbandsgemeinde Adenau e. V.

### Bürgermeister
Bürgermeister der Verbandsgemeinde Adenau ist seit dem 6. Februar 2014 Guido Nisius (CDU). Bei der Direktwahl am 22. September 2013 wurde er mit einem Stimmenanteil von 86,03 % gewählt und am 26. September 2021 mit 69,8 % für weitere acht Jahre im Amt bestätigt. Nisius ist Nachfolger von Hermann-Josef Romes (CDU), der nach 16 Jahren im Amt nicht erneut kandidiert hatte.